# 中華民國歷任總統副總統選舉政黨版圖

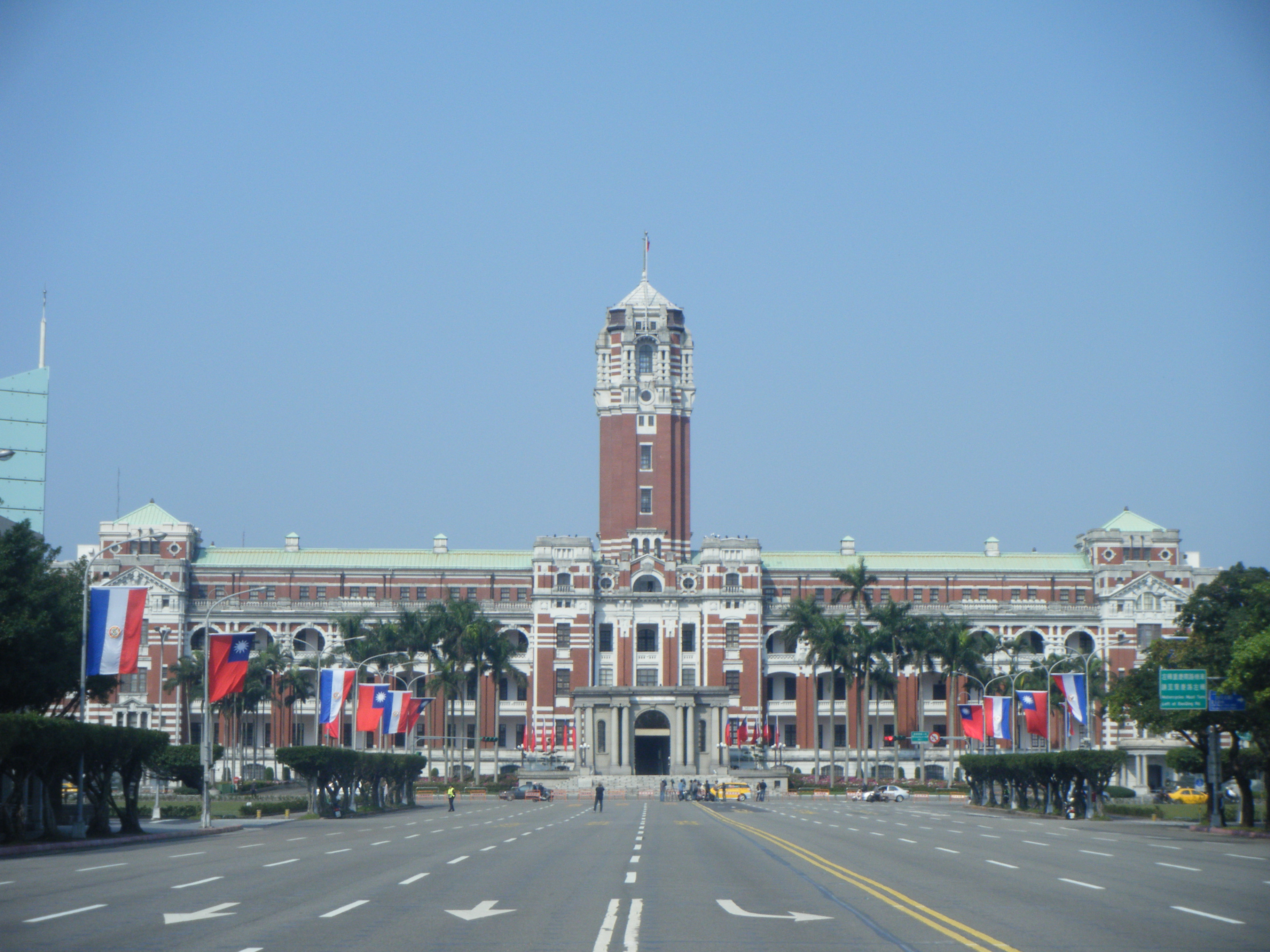
中華民國總統府。

中華民國歷任總統副總統選舉政黨版圖整理了中華民國總統副總統在臺灣採取公民直接選舉以來在各地的得票分布，並將臺灣選舉地理以圖表形式整合呈現。臺灣的選舉地理，大多以縣市層級或鄉鎮市區層級的行政區為區域界線劃分，用以探討各區域的選民的政黨偏向，以及對各種政治議題（如統獨問題等）的傾向。在2000年總統大選後，臺灣媒體開始提出「北藍南綠」、「決戰中臺灣」、「藍天綠地」等用詞，用以對臺灣的選舉地理做概括、概略的統計與整理。

## 背景
1948年第一任至1990年第八任總統、副總統選舉，依當時之《總統副總統選舉罷免法》規定，總統、副總統由國民大會間接選舉產生，並分別舉行，先選總統，再選副總統。而依1947年施行之《中華民國憲法》規定，總統、副總統之任期為六年，連選得連任一次，唯1960年國民大會過修正《動員戡亂時期臨時條款》，規定總統、副總統得連選連任，不限一次。
而自1996年第九任總統、副總統選舉起，依1992年修正公布之《中華民國憲法增修條文》規定，總統、副總統改由自由地區公民直選產生，任期四年，連選得連任一次。1995年制定公布之《總統副總統選舉罷免法》則規定，總統副總統候選人採聯名登記，以候選人得票數最多之一組為當選，且候選人依法須經政黨推薦或取得一定公民人數之連署。

## 各任次總統、副總統當選人黨籍
| 任次   | 總統       | 副總統     |
| ------ | ---------- | ---------- |
| 第1任  | 中國國民黨 | 中國國民黨 |
| 第2任  | 中國國民黨 | 中國國民黨 |
| 第3任  | 中國國民黨 | 中國國民黨 |
| 第4任  | 中國國民黨 | 中國國民黨 |
| 第5任  | 中國國民黨 | 中國國民黨 |
| 第6任  | 中國國民黨 | 中國國民黨 |
| 第7任  | 中國國民黨 | 中國國民黨 |
| 第8任  | 中國國民黨 | 中國國民黨 |
| 第9任  | 中國國民黨 | 中國國民黨 |
| 第10任 | 民主進步黨 | 民主進步黨 |
| 第11任 | 民主進步黨 | 民主進步黨 |
| 第12任 | 中國國民黨 | 中國國民黨 |
| 第13任 | 中國國民黨 | 中國國民黨 |
| 第14任 | 民主進步黨 | 無黨籍     |
| 第15任 | 民主進步黨 | 民主進步黨 |
| 第16任 | 民主進步黨 | 民主進步黨 |

## 各縣市最高票總統候選人黨籍
| 縣市改制前       | 縣市改制前 | 縣市改制前 | 縣市改制前 | 縣市改制前 | 縣市改制後       | 縣市改制後 | 縣市改制後 | 縣市改制後 | 縣市改制後 |
| 直轄市、縣（市） | 1996年     | 2000年     | 2004年     | 2008年     | 直轄市、縣（市） | 2012年     | 2016年     | 2020年     | 2024年     |
| 直轄市、縣（市） | 第9任      | 第10任     | 第11任     | 第12任     | 直轄市、縣（市） | 第13任     | 第14任     | 第15任     | 第16任     |
| ---------------- | ---------- | ---------- | ---------- | ---------- | ---------------- | ---------- | ---------- | ---------- | ---------- |
| 臺北市           | 國民       | 無黨       | 國民       | 國民       | 臺北市           | 國民       | 民進       | 民進       | 民進       |
| 臺北縣           | 國民       | 無黨       | 國民       | 國民       | 新北市           | 國民       | 民進       | 民進       | 民進       |
| 基隆市           | 國民       | 無黨       | 國民       | 國民       | 基隆市           | 國民       | 民進       | 民進       | 國民       |
| 宜蘭縣           | 國民       | 民進       | 民進       | 國民       | 宜蘭縣           | 民進       | 民進       | 民進       | 民進       |
| 桃園縣           | 國民       | 無黨       | 國民       | 國民       | 桃園市           | 國民       | 民進       | 民進       | 民進       |
| 新竹縣           | 國民       | 無黨       | 國民       | 國民       | 新竹縣           | 國民       | 民進       | 國民       | 國民       |
| 新竹市           | 國民       | 無黨       | 國民       | 國民       | 新竹市           | 國民       | 民進       | 民進       | 民進       |
| 苗栗縣           | 國民       | 無黨       | 國民       | 國民       | 苗栗縣           | 國民       | 民進       | 國民       | 國民       |
| 臺中縣           | 國民       | 無黨       | 民進       | 國民       | 臺中市           | 國民       | 民進       | 民進       | 民進       |
| 臺中市           | 國民       | 無黨       | 國民       | 國民       | 臺中市           | 國民       | 民進       | 民進       | 民進       |
| 彰化縣           | 國民       | 民進       | 民進       | 國民       | 彰化縣           | 國民       | 民進       | 民進       | 民進       |
| 南投縣           | 無黨       | 無黨       | 國民       | 國民       | 南投縣           | 國民       | 民進       | 民進       | 國民       |
| 雲林縣           | 國民       | 民進       | 民進       | 民進       | 雲林縣           | 民進       | 民進       | 民進       | 民進       |
| 嘉義縣           | 國民       | 民進       | 民進       | 民進       | 嘉義縣           | 民進       | 民進       | 民進       | 民進       |
| 嘉義市           | 國民       | 民進       | 民進       | 國民       | 嘉義市           | 民進       | 民進       | 民進       | 民進       |
| 臺南縣           | 國民       | 民進       | 民進       | 民進       | 臺南市           | 民進       | 民進       | 民進       | 民進       |
| 臺南市           | 國民       | 民進       | 民進       | 國民       | 臺南市           | 民進       | 民進       | 民進       | 民進       |
| 高雄縣           | 國民       | 民進       | 民進       | 民進       | 高雄市           | 民進       | 民進       | 民進       | 民進       |
| 高雄市           | 國民       | 民進       | 民進       | 國民       | 高雄市           | 民進       | 民進       | 民進       | 民進       |
| 屏東縣           | 國民       | 民進       | 民進       | 民進       | 屏東縣           | 民進       | 民進       | 民進       | 民進       |
| 臺東縣           | 國民       | 無黨       | 國民       | 國民       | 臺東縣           | 國民       | 國民       | 國民       | 國民       |
| 花蓮縣           | 國民       | 無黨       | 國民       | 國民       | 花蓮縣           | 國民       | 國民       | 國民       | 國民       |
| 澎湖縣           | 國民       | 無黨       | 國民       | 國民       | 澎湖縣           | 國民       | 民進       | 民進       | 民進       |
| 金門縣           | 國民       | 無黨       | 國民       | 國民       | 金門縣           | 國民       | 國民       | 國民       | 國民       |
| 連江縣           | 國民       | 無黨       | 國民       | 國民       | 連江縣           | 國民       | 國民       | 國民       | 國民       |

## 選舉結果地圖
| 年份   | 任次   | 各縣市 | 各鄉鎮市區 |
| ------ | ------ | ------ | ---------- |
| 1996年 | 第9任  |        |            |
| 2000年 | 第10任 |        |            |
| 2004年 | 第11任 |        |            |
| 2008年 | 第12任 |        |            |
| 2012年 | 第13任 |        |            |
| 2016年 | 第14任 |        |            |
| 2020年 | 第15任 |        |            |
| 2024年 | 第16任 |        |            |

## 解
1. ↑  選舉地理是社會地理及政治地理的一部分，用以對一個國家各區域的選民素質、選情推定、民意測驗等進行統計分析為主的研究，探討選民對政情反應、社會輿論傾向、選舉制度差異、選區劃分等問題[1]。
2. ↑  綠色表示代表民主進步黨推薦的候選人領先，藍色表示代表中國國民黨推薦的候選人領先，黃色為公民連署候選人林洋港，橘色為公民連署候選人宋楚瑜。

### 文獻
1. ↑  . Electoral Geography.com.   [2010-07-24]. 原始内容存档于2024-02-22 （英语）.
2. ↑  北藍南綠的政黨版圖[永久]，國政評論，內政組特約研究員 王業立，2001年12月11日。
3. ↑  台北更獨 ／南綠北藍 另有真相  （页面存档备份，存于），國政評論，林濁水，2007年11月20日。
4. ↑  《中華民國憲法》第二十七條 （页面存档备份，存于）第一項第一款。
5. ↑  《中華民國憲法》第四十七條 （页面存档备份，存于）。
6. ↑  《動員戡亂時期臨時條款》1960年（民國四十九年）3月11日修正公布條文[永久]：「動員戡亂時期，總統副總統得連選連任，不受憲法第四十七條連任一次之限制。」
7. ↑  《中華民國憲法增修條文》民國八十一年第二次修憲條文 （页面存档备份，存于）第十二條第一項。
8. ↑  .   [2012-10-31]. （原始内容存档于2022-08-12）.

### 書目
- 《第一屆國民大會實錄（第一編）》，國民大會秘書處，1961年
- 《第一屆國民大會實錄（第二編）》，國民大會秘書處，1961年
- 《第一屆國民大會實錄（第三編）》，國民大會秘書處，1961年
- 《第一屆國民大會實錄（第五編）》，國民大會秘書處，1966年
- 《第一屆國民大會實錄（第六編）》，國民大會秘書處，1972年
- 《第一屆國民大會第六次會議實錄》，國民大會秘書處，1979年
- 《第一屆國民大會第七次會議實錄》，國民大會秘書處，1985年
- 《第一屆國民大會第八次會議實錄》，國民大會秘書處，1991年
- 《第九任總統副總統選舉實錄》，中央選舉委員會，1996年
- 《第十任總統副總統選舉實錄》，中央選舉委員會，2000年
- 《第十一任總統副總統選舉實錄》，中央選舉委員會，2004年
- 《第十二任總統副總統選舉實錄》，中央選舉委員會，2008年
- 《第十三任總統副總統選舉實錄》，中央選舉委員會，2012年

## 外部連結
- 中央選舉委員會歷次選舉摘要
- 中央選舉委員會選舉資料庫（页面存档备份，存于）
- 國立政治大學選舉研究中心